# Yohann Taberlet
Yohann Taberlet, né le 29 mars 1981 à Thonon-les-Bains, est un skieur français paraplégique, membre de l'équipe de France de ski alpin handisport depuis 2005.
Il a à son actif plusieurs titres de champion de France et d'Europe et a obtenu en 2011 à Sestrières les titres de champion du monde par équipe en géant, vice-champion du monde en slalom et une médaille de bronze en super-combiné.
Il a également participé aux Jeux paralympiques d'hiver de 2006 à Turin, de 2010 à Vancouver, de 2014 à Sotchi et ses derniers jeux étaient ceux de Corée du Sud en 2018.

## Parcours sportif

### Ses premières années: skieur « valide »
Né à Thonon-les-Bains en Haute-Savoie, Yohann Taberlet grandit à Morzine Avoriaz. Baignant depuis sa plus tendre enfance dans le milieu du ski, il découvre très jeune le milieu de la compétition en tant que membre du ski club de Morzine-Avoriaz. Il progresse jusqu'à atteindre un haut-niveau en ski alpin tout en poursuivant ses études à Albertville puis à l'IUT d'Annecy.
Malgré des débuts prometteurs, Yohann met fin à sa carrière de skieur « valide » à l'âge de 20 ans à la suite de nombreuses blessures.

### Son accident
En dehors du ski, Yohann Taberlet pratique de nombreux sports, notamment le parapente. La vie de Yohann Taberlet bascule le 12 septembre 2002 à la suite d'un grave accident de parapente au cours duquel il perd l'usage de ses jambes.
Après 10 mois de rééducation intensive et un entourage exceptionnel de la part de sa famille, de ses amis et de la ville de Morzine, il reprend sa vie en main avec l'objectif de remonter rapidement sur des skis.

### Sa carrière handiski

#### Les débuts en fauteuil-ski

##### Saison 2003/2004
Une fois le chemin des pistes retrouvé, Yohann Taberlet se lance le défi de revenir à un haut niveau de compétition en ski alpin, cette fois-ci en Handiski. Il s'entoure alors d'un préparateur physique et technique (son oncle) et d'un entraîneur (son frère) qui l'entraînent techniquement. Il entame la compétition dès la saison 2003/2004, progresse rapidement et se classe 4e skieur assis français toutes disciplines confondues.
Ses performances lui permettent alors d'être sélectionné pour le circuit Coupe du Monde 2004/2005 et d'intègrer l'Équipe de France Handiski en 2005 (moins de 3 ans après son accident).

##### Saison 2004/2005
Il monte à plusieurs reprises sur les podiums des Championnats de France (Champion de France de Descente, Champion de France de Super Géant, Vice Champion de France de Géant) auxquels s'ajoutent 4 podiums en Coupe d'Europe (il est notamment Vainqueur du classement général de la Coupe d’Europe de Géant). Il signe également une belle 3e place en Coupe du Monde en Autriche en Super Géant.
À la fin de cette saison, il est défini comme le leader du ski assis français et obtient son billet pour les Jeux paralympiques d'hiver de 2006 à Turin.

#### Des progrès constants jusqu'aux premières médailles mondiales (2005 à 2011)

##### Saison 2005/2006
En route pour les Jeux paralympiques d'hiver de 2006 de Turin, Yohann Taberlet réalise 4 podiums en Championnats de France, dont le titre de Champion de France de Super-G, et 2 podiums en Coupe d'Europe.
Cependant, encore à ses débuts, les premiers jeux de Yohann ne donneront pas de médailles. Il ne finira que l'épreuve de Super G (12e).

##### Saisons 2006 à 2010
Au fur et à mesure des saisons, Yohann continue ses progrès et réalise de plus en plus de podiums dans les diverses compétitions (France, Europe et Monde) et catégories. Il se classe notamment 3e au général du Super Combiné lors de la Coupe du Monde en 2009/2010 (9e au classement général).

##### Les Jeux de Vancouver 2010
Yohann Taberlet participe à ses deuxièmes Jeux paralympiques en 2010 à Vancouver, dans toutes les catégories. Contrairement aux Jeux de Turin, il finit chaque épreuve et se classe à 4 reprises dans les 10 premiers.

##### Saison 2010/2011
Yohann Taberlet se hisse définitivement dans les meilleurs mondiaux avec l'obtention de 3 médailles (bronze = Super Combiné, argent = Slalom et or = Géant par équipe) lors des Championnats du Monde de Sestrière en Italie, en janvier 2011.
En parallèle, il réalise également un podium en Coupe du Monde en Slalom (3) et 3 podiums en Coupe d'Europe.
La saison 2010/2011 s'arrête pour Yohann début février 2011 à la suite d'une blessure à l'épaule.

#### En route pour Sotchi 2014

##### Saison 2011/2012
Après ses premiers titres mondiaux, Yohann Taberlet vie une saison 2011/2012 en demi-teinte. Lui qui skiait jusqu'à présent en "Uniski" transforme son équipement pour tester le Dual Ski. Il appréhende l'utilisation de cette nouvelle technologie au fil de la saison.

##### Saison 2012/2013
Yohann vie la plus belle saison de sa carrière à ce jour : de beaux podiums sur le circuit France et Europe... et de très bons résultats sur le circuit mondial!
Aux championnats du monde de La Molina (Espagne), il remporte ainsi la médaille de bronze en Descente et le titre de vice-champion du monde en Super G. Le titre de champion du monde lui échappe à 1 centième de seconde, centième pris par Taiki Morii.
Lors des pré-paralympiques organisés à Sotchi en mars 2013, Yohann remporte deux médailles : bronze et argent en descente. 
Ses bons résultats sur la saison lui vaut de finir 2e du circuit coupe du Monde en catégorie Descente. Il remporte donc la médaille de cristal.
Cette saison a mis le champion en confiance qui continue de travailler en vue de décrocher l'or lors des prochains Jeux paralympiques d'hiver de 2014 qui se dérouleront à de Sotchi en mars 2014.

#### Sotchi 2014

##### Coupe du Monde et maladie
Yohann Taberlet aborde cette saison paralympique avec beaucoup d'ambitions et d'évolution technique. En constante progression, il décide de travailler sur l'aérodynamisme de son matériel en partenariat avec la société Aero Concept Engineering (anciennement la soufflerie de Prost à Magny-Cours).
Malheureusement, début janvier 2014, au cours de la tournée de Coupe du Monde Canada/États-Unis, il tombe gravement malade. Lors de cette tournée, il arrivera à participer à toutes les épreuves qui se déroulent au Canada, malgré les casses de matériel et la maladie, et réalisera un beau podium en Super-Combiné avec la deuxième place.
À bout de force, il déclarera forfait à son arrivée aux États-Unis. À son retour en France, il sera incapable de participer au reste du circuit de Coupe du Monde (Tignes - France / St-Moritz - Suisse).

##### Guérison, préparation et Jeux paralympiques
Yohann prend le taureau par les cornes et s'impose un programme de remise en forme pour retrouver une santé de fer pour les Jeux. L'horloge tourne, il reste 1 mois pour être prêt : micro-nutrition, kiné, entraînements privés réalisés grâce au Ski Clud de Morzine-Avoriaz, ... Quelques jours avant le départ, Yohann est prêt!
Les jeux commencent par l'épreuve de Descente, que Yohann attendait depuis longtemps... trop longtemps. Malgré une vitesse de pointe supérieure à ses concurrents au milieu du parcours, le premier tiers du tracé aura eu raison de lui. Il y perd 2 secondes qu'il n'arrivera pas à compenser par la suite.
Le Super-G est une épreuve difficile pour lui. Parti comme une bombe, se voyant déjà écrire l'histoire, il est obligé de mettre fin à sa course après avoir déchaussé un ski.
L'épreuve du Super-Combiné voit de nombreuses chutes parmi les athlètes étant donné les mauvaises conditions de neige et le brouillard épais. Yohann ne déroge pas à la règle et chute lors de la manche de slalom.
Il termine 5e du slalom. Une journée qui avait très mal démarré avec une réapparition furtive de sa maladie du début d'année. Malgré cela, il fait 4e lors de la première manche. Jouant de malchance lors de ces jeux, un piquet de slalom lui fera tomber le masque sur le visage lors de la 2de manche. En partie aveugle, il finira l'épreuve à la 5e place.
Il finira les jeux avec une belle et malheureuse 4e place en Géant.

##### Bilan des Jeux paralympiques 2014 et perspectives
Avec du recul, Yohann est fier de ses jeux. Il est arrivé à Sotchi avec très peu de temps de ski et d'entraînements. Les conditions météo auront compliqué grandement la tâche à tous les compétiteurs.
Très rapidement, Yohann décide de poursuivre sa carrière de skieur assis en Équipe de France. Sa médaille paralympique, il ira la chercher à Pyeongchang en 2018. En attendant, rendez-vous est pris pour les championnats du monde 2015 qui se dérouleront à Panomara (Canada) en mars 2015.

## Vie privée

### Symconcept
Sa rééducation terminée et son Diplôme universitaire de technologie - Techniques de commercialisation en poche, Yohann Taberlet travaille un an à l'Office du Tourisme de Morzine.
En 2006, il crée sa propre entreprise Symconcept.
Symconcept est une société ayant pour but principal l’organisation de vacances pour Handicapés à la Montagne. En effet, la société a référencé des hébergements et des activités adaptés au handicap, en hiver comme en été. Elle peut donc proposer des vacances pour Handicapés avec l’engagement d’accessibilité pour les différentes prestations proposées. Les vacances pour handicapés à la Montagne ne sont plus utopiques, mais bien une réalité avec Symconcept. Plusieurs formules sont à la disposition des vacanciers car le souhait est de s’adapter au mieux à leurs envies pour passer de véritables vacances. 
Symconcept est le spécialiste de la Location pour personnes handicapés.
Yohann met cependant sa société en sommeil en 2013 afin de se consacrer à d'autres projets professionnels.

### Permobil / Lifestand
Yohann Taberlet est sollicité par la société Permobil Lifestand, spécialiste des fauteuils roulants verticalisateurs, afin de participer à leur campagne photo. Sur ces photos, Yohann met en avant le fauteuil LSA de la gamme Lifestand, un fauteuil verticalisateur manuel compact qui lui permet de se tenir debout quand il le veut et en 2 secondes.
À la suite de cette rencontre, Yohann Taberlet a rejoint l'équipe commercial de Permobil Lifestand en tant qu'Animateur réseau Permobil sur le territoire français depuis septembre 2012. Yohann devient par la suite Ambassadeur TiLite, à la suite du rachat de la marque par le Groupe.

## Palmarès

### Quelques chiffres
Mise à jour - Mai 2016
- 4 Paralympiades (Turin 2006, Vancouver 2010, Sotchi 2014 et Pyeongchang 2018)
- 11 podiums en Coupe du Monde
- 35 podiums en Coupe d'Europe
- 31 podiums en Championnats de France, dont 16 titres de Champion de France et 11 titres de Vice-Champion de France

### Jeux paralympiques
| Épreuve / Édition   | Descente          | Super G | Géant             | Slalom | Combiné |
| JP 2006 Turin       | Abandon par chute | 12e     | Abandon par chute | DNF    | —       |
| JP 2010 Vancouver   | 6e                | 9e      | 9e                | 24e    | 9e      |
| JP 2014 Sotchi      | 7e                | DNF     | 4e                | 5e     | DNF     |
| JP 2018 PyeongChang | 4e                | 6e      | DNF               | DNF    | 5e      |

Légende :
- DNF : Did Not Finish

### Championnats du monde de ski alpin handisport
| Épreuve / Édition       | Descente | Super G | Géant | Slalom | Combiné | Nations |
| Mondiaux 2011 Sestriere | DNF      | 5e      | 15e   | Argent | Bronze  | Or      |
| Mondiaux 2013 La Molina | Bronze   | Argent  | 5e    | DNF    | DNF     | —       |
| Mondiaux 2015 Panorama  | —        | 13e     | 12e   | DNF    | DNF     | —       |
| Mondiaux 2017 Tarvisio  | 6e       | DNF     | DNF   | 10e    | DNF     | —       |

Légende :
- : première place, médaille d'or
- : deuxième place, médaille d'argent
- : troisième place, médaille de bronze
- DNF : Did Not Finish
- — : Non renseigné